# Evangelho de Pedro
O Evangelho de Pedro (em grego clássico: τὸ κατὰ Πέτρον εὐαγγέλιον; romaniz.: tò katà Pétron euangélion) é um texto antigo sobre Jesus Cristo, apenas parcialmente conhecido atualmente. Originalmente escrito em grego koiné, é considerado um evangelho não canônico e foi rejeitado como apócrifo pelos concílios de Cartago e Roma, que estabeleceram o cânone do Novo Testamento. Foi o primeiro dos evangelhos não canônicos a ser redescoberto, preservado nas areias secas do Egito em 1886, com texto é datado no século II.
Hoje categorizado como apócrifo, chegou a ser utilizado em algumas igrejas cristãs primitivas, sendo inclusive aceito por Serapião de Antioquia (190-221), bispo de Antioquia. Após uma leitura detalhada, Serapião concluiu que seu teor ensinava doutrinas docéticas e mudou o parecer a respeito do livro. Além do bispo Serapião, outros personagens também fizeram referência ao texto: Orígenes, Eusébio de Cesareia, Jerônimo de Estridão e Teodoreto de Ciro.[carece de fontes?]

## Descoberta
O Evangelho de Pedro foi recuperado em 1886 pelo arqueólogo francês Urbain Bouriant na moderna cidade egípcia de Acmim. O manuscrito dos séculos VIII ou IX tinha sido respeitosamente enterrado com um monge egípcio. O fragmentário Evangelho de Pedro foi o primeiro evangelho não canônico a ser redescoberto, preservado na areia seca do Egito. A publicação, adiada por Bouriant até 1892, suscitou grande interesse.
Até o momento, é um dos quatro primeiros evangelhos narrativos não-canônicos, que existem apenas em forma fragmentária: este Evangelho de Pedro, o Evangelho de Egerton e os dois Evangelhos de Oxirrinco. O principal ponto de interesse desde o início tem sido estabelecer sua relação com os quatro evangelhos canônicos.

## Composição

### Autoria
O Evangelho de Pedro afirma explicitamente ser a obra de São Pedro. Contudo, de acordo com o estudioso do Novo Testamento, Craig Blomberg, a obra é pseudepigráfica. O verdadeiro autor do evangelho continua sendo um desconhecido.

### Datação
Acredita-se que o evangelho foi composto após os quatro evangelhos canônicos. Os estudiosos estão divididos quanto à data exata do texto, com alguns situando-o na primeira metade do século II e considerando-o como tendo sido compilado com base em tradições orais sobre Jesus, independentemente dos evangelhos canônicos.

## Conteúdo
As folhas iniciais do texto estão perdidas, então a narrativa inicial da Paixão começa abruptamente com o julgamento de Jesus perante Pilatos, após Pilatos ter lavado as mãos, e termina com sua versão incomum e detalhada da guarda posta sobre o túmulo e a ressurreição. O Evangelho de Pedro é mais detalhado em seu relato dos eventos após a Crucificação do que qualquer um dos evangelhos canônicos, e varia dos relatos canônicos em vários detalhes: Herodes dá a ordem para a execução, não Pilatos, que é exonerado; José (de Arimateia, cujo lugar não é mencionado) conhecia Pilatos; na escuridão que acompanhou a crucificação, "muitos andavam com lâmpadas, supondo que era noite, e caíram". [carece de fontes?]
J. Rendel Harris (1852–1941) decidiu apresentar o Evangelho de Pedro ao público em "A Popular Account of the Newly-Recovered Gospel of Peter". Ele começa com uma descrição de sua descoberta, oferecendo suas opiniões sobre a data e a língua original do texto. Classificando a obra como um evangelho docético, Harris define a comunidade na qual ela surgiu, bem como seu uso durante a era patrística. Ele traduz o fragmento e, em seguida, discute as fontes por trás dele. Harris está convencido de que o autor tomou emprestado dos relatos canônicos, e lista outras literaturas que podem ter incorporado o Evangelho de Pedro, com ênfase especial no Diatessaron.[carece de fontes?]
Edgar J. Goodspeed afirmou que a principal importância desta obra é que ela é a primeira das apologéticas cristãs, embora apenas "fragmentos" realmente se enquadram nessa categoria.